# Dominique Arnould
Pour les articles homonymes, voir Arnould.
Dominique Arnould, né le 19 novembre 1966 à Luxeuil-les-Bains en Haute-Saône, est un coureur cycliste français. Champion du monde de cyclo-cross en 1993, il est actuellement directeur sportif de l'équipe Total-Direct Énergie.

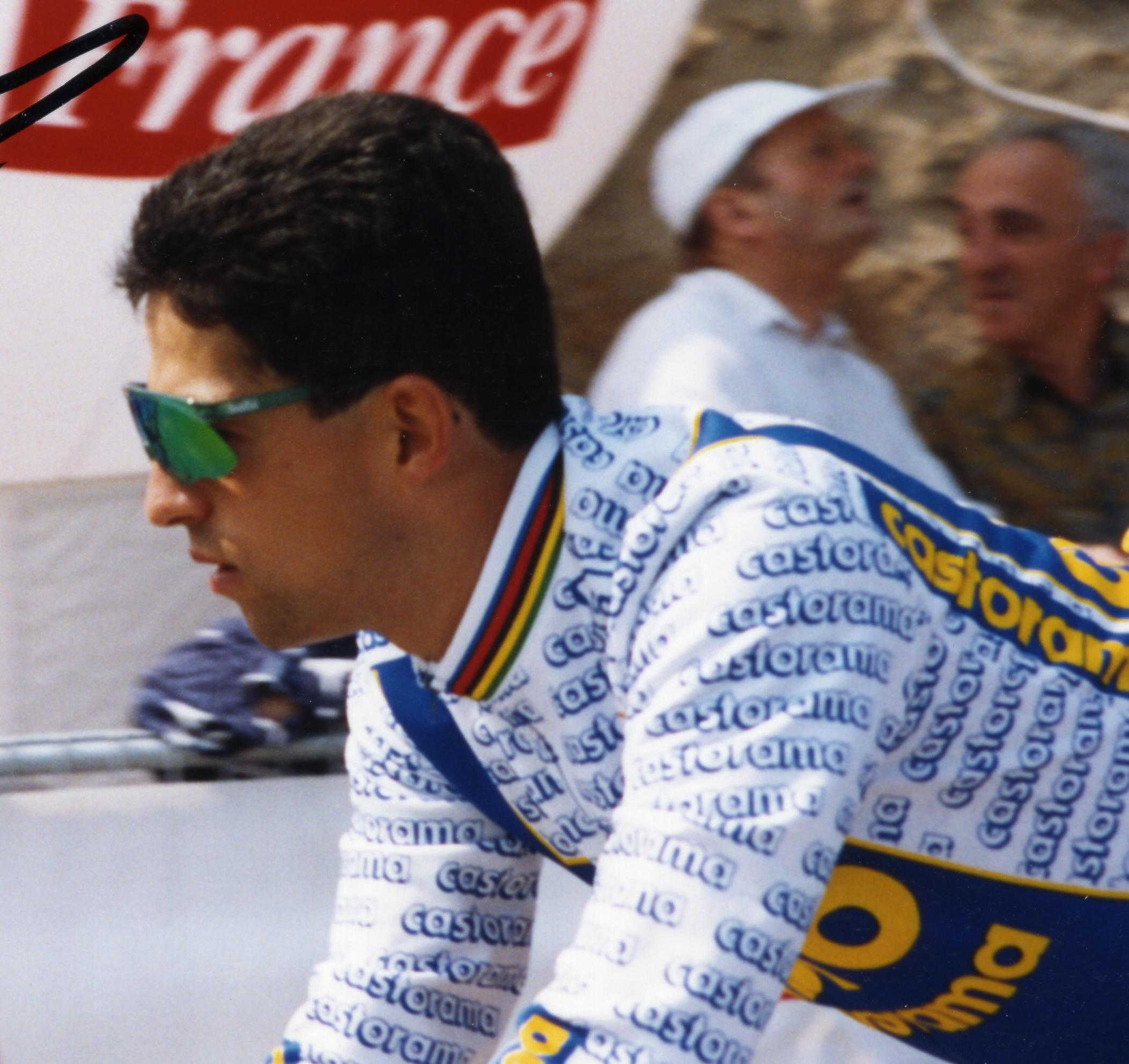
Dominique Arnould lors du prologue du Tour de France 1993

## Biographie
Dominique Arnould a grandi au Val-d'Ajol, commune du sud des Vosges, dans une famille passionnée de cyclisme. Son frère aîné, Thierry, grand espoir, vainqueur de Paris-Troyes en 1990, trouva la mort en course à cause d'un chien ; son frère cadet, Raphaël, fut un bon coureur amateur.
Spécialiste du cyclo-cross, Dominique Arnould a été champion du monde de cyclo-cross en 1993. Il a également fait carrière sur route, remportant la première étape du Tour de France 1992. En 1995 et 1996, il signe successivement dans trois équipes qui périclitent en cours d'année, ce qui le contraint à réorienter sa carrière vers le cyclo-cross. Il devient directeur sportif de l'équipe Europcar depuis 2011, où il s'occupe de l'équipe « classiques », équipe qui devient en 2016 Direct Énergie.

## Palmarès sur route

### Par année
- 1985
  - 3e du Grand Prix du Val de Villé
- 1987
  - Ronde de l'Isard
  - 2e du Critérium du Printemps
- 1991
  - 2e du Trio normand (avec Jean-Claude Bagot et Christophe Lavainne)
  - Vainqueur de la course de Harol en Lorraine
- 1992
  - 1re étape du Tour de France
  - Tour des Pouilles :
    - Classement général
    - 2e étape

  - 2e du Grand Prix du canton d'Argovie
- 1993
  - 2e étape du Tour de l'Avenir
  - 2e du Grand Prix du Midi libre

### Résultats sur les grands tours

#### Tour de France
4 participations
- 1991 : 68e
- 1992 : 48e, vainqueur de la 1re étape
- 1993 : 81e
- 1996 : abandon (10e étape)

#### Tour d'Italie
2 participations
- 1991 : 29e
- 1992 : 25e

## Palmarès en cyclo-cross
- 1983-1984
  - 3e du championnat de France de cyclo-cross juniors
- 1984-1985
  - 2e du championnat de France de cyclo-cross juniors
- 1986-1987
  -  Champion de France de cyclo-cross espoirs
- 1988-1989
  -  Champion de France de cyclo-cross
- 1989-1990
  - 2e du championnat de France de cyclo-cross
- 1990-1991
  - Champion de Lorraine de cyclo-cross
- 1991-1992
  - Champion de Lorraine de cyclo-cross
  - 2e du championnat de France de cyclo-cross
- 1992-1993
  -  Champion du monde de cyclo-cross
  -  Champion de France de cyclo-cross
  - Champion de Lorraine de cyclo-cross
- 1993-1994
  -  Champion de France de cyclo-cross
  - Coupe du monde #5, Saint-Herblain
- 1994-1995
  - Vainqueur du Challenge la France cycliste
  - Coupe du monde #1, Wangen
  - Coupe du monde #5, Sablé-sur-Sarthe
- 1996-1997
  - 3e du championnat de France de cyclo-cross
- 1997-1998
  - 2e du championnat de France de cyclo-cross
- 1998-1999
  - Champion de Lorraine de cyclo-cross
- 1999-2000
  - 2e du championnat de France de cyclo-cross
  - Challenge de la France Cycliste 1, Dercy
- 2001-2002
  -  Champion de France de cyclo-cross
  - Champion de Lorraine de cyclo-cross
  - Challenge de la France Cycliste 3, Dangu
- 2002-2003
  -  Champion de France de cyclo-cross